# Yala (Vavoua)
Pour les articles homonymes, voir Yala.
Yala est une localité de l'ouest de la Côte d'Ivoire et appartenant au département de Vavoua, dans la Région du Haut-Sassandra. La localité de Yala est un chef-lieu de commune.